# مری ماوسر
مری ماوسر متولد 9 می 1996برابر با(20 اردیبهشت 1375) یک هنرپیشه اهل ایالات متحده آمریکا است؛ که 20 سال از آغاز فعالیتش به عنوان بازیگر می‌گذرد (وی از سال ۲۰۰۲ میلادی تاکنون) مشغول فعالیت بوده‌ است او در ایالت آرکانزاس است.
سریال Body of Proof (2011-2015) و سریال Life Is Wild (2007-2008) از مهمترین کارهای او هستند. او تاکنون 2 بار نامزد جایزه هنرمند جوان شده است.

## گزیدهٔ آثار

### سینما
- شکارچیان اژدها (۲۰۰۸)
- فاینال فانتزی ۷: ظهور کودکان (۲۰۰۵)

### تلویزیون
- کبرا کای (۲۰۱۸)
- ذهن‌های مجرم (۲۰۱۴)
- ارباب حلقه‌ها: جستجوی آراگورن (۲۰۱۰)
- به من دروغ بگو (۲۰۰۹)
- ان‌سی‌آی‌اس (۲۰۱۲–۲۰۰۵)
- سی‌اس‌آی (۲۰۰۵)
- مانک (۲۰۰۵)